# Tashkurgan

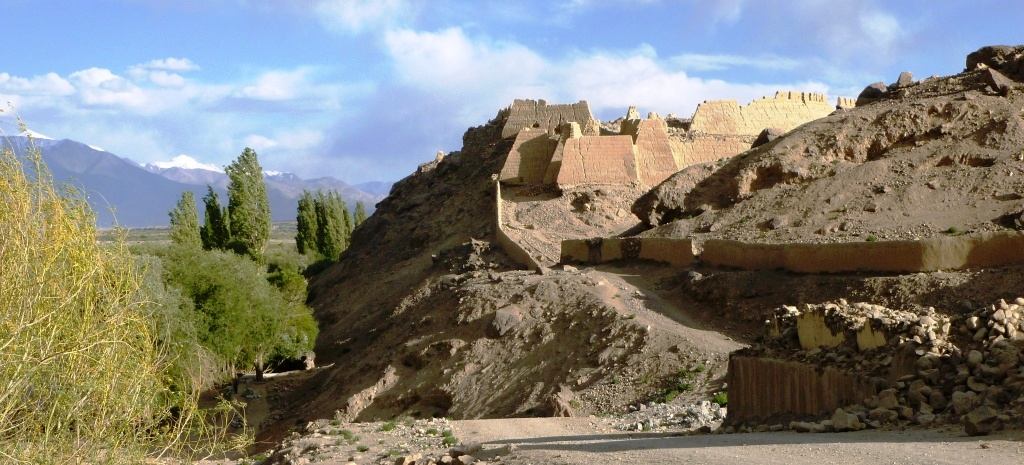
Ruinerna efter Tashkurgans fästning.

Tashkurgan eller Tashqurqan eller Taxkorgan är en ort i Kina. Den ligger i Tashqurqan härad i provinsen Xinjiang, i den västra delen av landet, 3 500 km väster om huvudstaden Peking. Tashkurgan ligger 3 086 meter över havet och antalet invånare är 8 919. Befolkningen består av 4 195 kvinnor och 4 724 män. Barn under 15 år utgör 22,0 %, vuxna 15-64 år 74 %, och äldre över 65 år 2,0 %.
Tashkurgan ligger längs Karakoramvägen, som historiskt var en del av Sidenvägen. Sannolikt passerade Marco Polo Tashkurgan 1273 eller 1274.
Terrängen runt Tashkurgan är varierad.  Trakten runt Tashkurgan är nära nog obefolkad, med mindre än två invånare per kvadratkilometer. Det finns inga andra samhällen i närheten. Trakten runt Tashkurgan består i huvudsak av gräsmarker omgiven av berg.